# Pavel Konvalinka
Pavel Konvalinka (* 22. června 1955) je bývalý český fotbalista, záložník.

## Fotbalová kariéra
V československé lize hrál za Spartu Praha a RH Cheb. Nastoupil ve 27 ligových utkáních. Gól v lize nedal. Do Sparty přišel na jaře 1974 z Tesly Žižkov.

## Ligová bilance
| Ročník                                   | Zápasy | Góly | Klub         |
| ---------------------------------------- | ------ | ---- | ------------ |
| 1. československá fotbalová liga 1974/75 | 1      | 0    | Sparta Praha |
| 1. československá fotbalová liga 1977/78 | 12     | 0    | Sparta Praha |
| Česká národní fotbalová liga 1978/79     | -      | -    | RH Cheb      |
| 1. československá fotbalová liga 1979/80 | 14     | 0    | RH Cheb      |
| CELKEM 1. liga                           | 27     | 0    |              |